# Stemma della Colombia
Lo stemma della Colombia è il simbolo araldico ufficiale del paese, creato da Francisco de Paula Santander e adottato il 9 maggio 1834. 

## Descrizione
Esso consiste in uno scudo sostenuto da un condor tramite una corona di olivo, simbolo d'indipendenza, incrociata da un nastro che riporta il motto nazionale: Libertad y Orden (Libertà e Ordine). Ai lati dello scudo si trovano due bandiere colombiane per parte. Lo scudo è tripartito: nella parte inferiore si trova una raffigurazione dell'istmo di Panama con due navi; la parte centrale è occupata da un berretto frigio rosso su campo bianco; la parte superiore contiene un melograno (a testimonianza del nome della Colombia antecedente al 1861, ossia Nuova Granada: l'emblema della città di Granada è per l'appunto un melograno) su campo azzurro affiancato da due cornucopie, quella a sinistra piena di oro e argento e quella a destra di frutti tropicali, simbolo di prosperità.